# 29 tháng 8
Ngày 29 tháng 8 là ngày thứ 241 (242 trong năm nhuận) trong lịch Gregory. Còn 124 ngày trong năm.

## Sự kiện
- 939 – Nước Mân xảy ra binh biến, hoàng đế Vương Kế Bằng chạy khỏi kinh thành song sau đó bị bắt giữ và sát hại, Vương Diên Hy trở thành quân chủ, tức ngày Tân Tị (12) tháng 7 nhuận năm Kỉ Hợi.
- 1533 – Hoàng đế cuối cùng của đế chế Inca là Atahualpa bị quân Tây Ban Nha hành quyết.
- 1825 – Vương quốc Bồ Đào Nha và Đế quốc Brasil ký kết Hiệp định Rio de Janeiro, theo đó Bồ Đào Nha công nhận Brasil là một quốc gia độc lập.
- 1831 – Michael Faraday khám phá hiện tượng cảm ứng điện khi tiến hành thí nghiệm.
- 1842 – Đế quốc Anh và nhà Thanh ký kết Điều ước Nam Kinh, kết thúc Chiến tranh nha phiến lần thứ nhất, là hiệp ước bất bình đẳng đầu tiên của Trung Quốc.
- 1871 – Minh Trị Duy tân: Thiên hoàng Minh Trị ra chiếu phế phiên, lập huyện trên toàn quốc.
- 1910 – Nhật Bản và Đại Hàn đế quốc ký kết điều ước sáp nhập, chính thức bắt đầu sự cai trị của Nhật Bản đối với bán đảo Triều Tiên.
- 1944 – Khởi đầu Khởi nghĩa Dân tộc Slovak, tiếng Slovak: Slovenské národné povstanie (SNP) chống phát xít Đức, thất bại vào cuối tháng 10 cùng năm.
- 1949 – Liên Xô tiến hành thử nghiệm bom nguyên tử đầu tiên của mình tại Semipalatinsk, Kazakhstan.
- 1966 – The Beatles trình diễn trực tiếp buổi diễn thương mại cuối cùng của nhóm tại sân vận động Candlestick Park ở San Francisco, Mỹ.
- 1982 – Nguyên tố hóa học Meitneri được tổng hợp lần đầu tiên tại Viện nghiên cứu hạt ion nặng ở Darmstadt, Đức.
- 1991 – Sau cuộc đảo chính tháng 8, Xô viết tối cao đình chỉ toàn bộ hoạt động của Đảng Cộng sản Liên Xô.
- 1996 – Tuần duyên Hoa Kỳ tháo gỡ hải đăng trên Đảo Navassa. Một lực lượng đặc nhiệm liên hợp lãnh đạo bởi Bộ Ngoại giao Hoa Kỳ chuyển đảo cho Bộ Nội vụ Hoa Kỳ
- 2005 – Bão Katrina đổ bộ vào đất liền, tàn phá phần lớn duyên hải Vịnh Mexico của Hoa Kỳ từ Louisiana đến Florida

## Sinh
- 1632 – John Locke, nhà triết học, nhà hoạt động chính trị người Anh (m. 1704).
- 1792 – Charles Grandison Finney, nhà thần học Hoa Kỳ (m. 1875).
- 1915 – Ingrid Bergman, diễn viên Thụy Điển (m. cùng ngày năm 1982).
- 1927 – Đồng Văn Khuyên, Trung tướng Quân lực Việt Nam Cộng hòa (mất 2015).
- 1936 – John McCain, thượng nghị sĩ Hoa Kỳ, ứng cử viên Cộng hòa trong cuộc bầu cử tổng thống năm 2008.
- 1958 – Michael Jackson, nam ca sĩ người Mỹ gốc Phi được mệnh danh là "Vua nhạc pop" (m. 2009).
- 1980 – Tạ Đình Phong, nam ca sĩ, diễn viên người Hồng Kông.

## Mất
- 939 – Vương Kế Bằng, hoàng đế nước Mân, tức ngày Tân Tị (12) tháng 7 nhuận năm Kỉ Hợi.
- 1836 – Nguyễn Phúc Uyển Diễm, phong hiệu Lộc Thành Công chúa, công chúa con vua Minh Mạng (s. 1815)
- 1904 – Murad V, sultan Đế quốc Ottoman (s. 1840).
- 1982 – Ingrid Bergman, diễn viên Thụy Điển (s. cùng ngày năm 1915).
- 1988 – Lưu Quang Vũ, nhà soạn kịch, nhà thơ và nhà văn hiện đại Việt Nam (s. 1948) và Xuân Quỳnh, nhà thơ Việt Nam (s. 1942)
- 1996 – Fujiko F. Fujio, họa sĩ truyện tranh Nhật Bản, tác giả bộ truyện Doraemon (s. năm 1933).
- 2003 – Nguyễn Xuân Oánh, trí thức Việt Nam yêu nước.